# خدنگ نوارپهن مالاگاسی
خدنگ نوارپهن‌ مالاگاسی (نام علمی: Galidictis fasciata) نام یک گونه از سرده راسوزبادها است.